# Stryphnodendron racemiferum
Stryphnodendron racemiferum là một loài thực vật có hoa trong họ Đậu. Loài này được (Ducke) W.A.Rodrigues miêu tả khoa học đầu tiên.